# Guy Manning

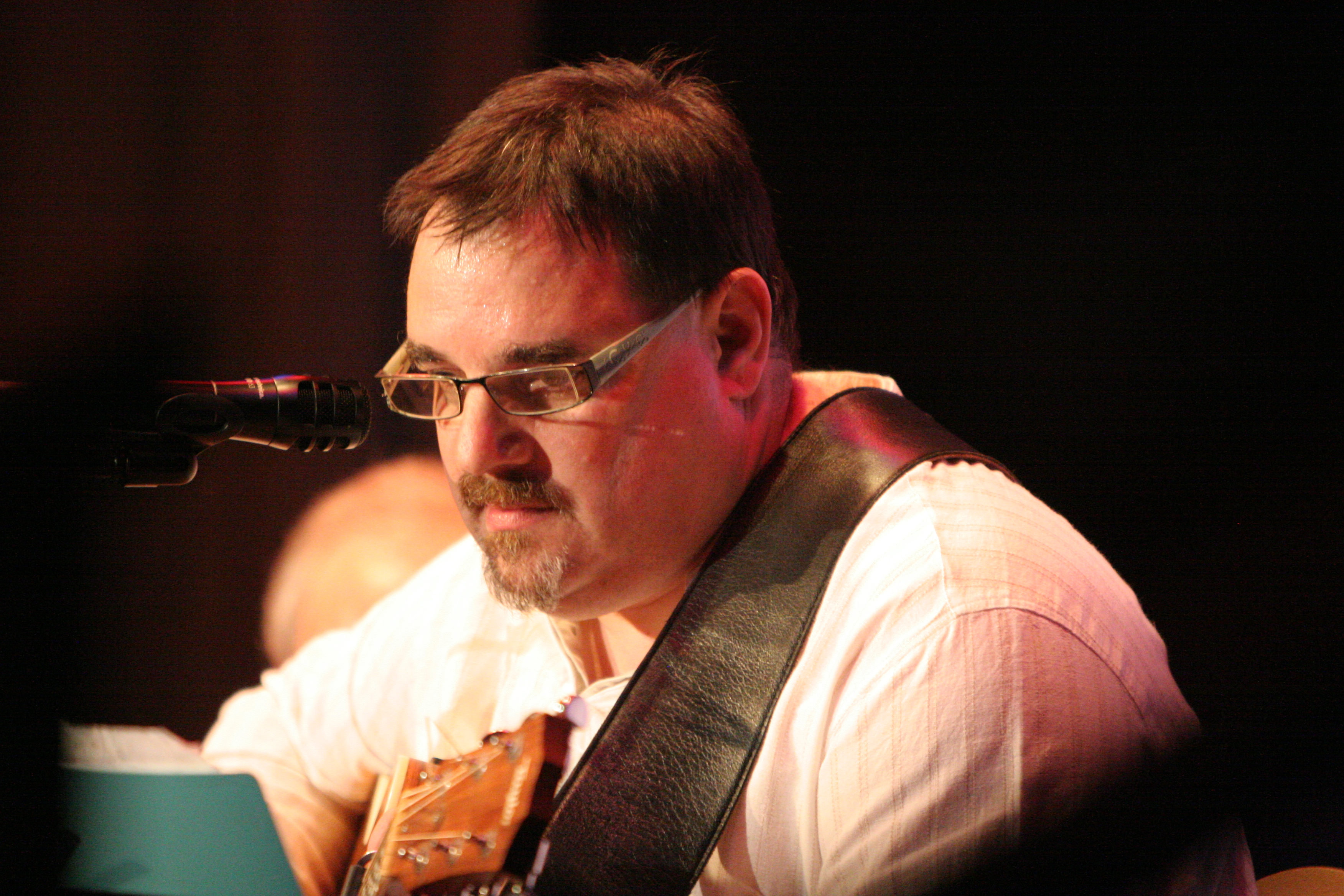
Manning in 2008

Guy Manning (Leeds, 20 januari 1957) is een Brits multi-instrumentalist en zanger.

## Biografie
Manning krijgt in zijn jeugd, net zoals velen toen, de gebruikelijke blokfluit- en pianolessen. Op de lagere school komt hij in zijn eerste bandje, Freddie and the Frogs. Begin jaren 1970-1979 gaat Manning elpees kopen, eerste aanschaffen: Wishbone Ash en Alice Cooper, mateloos populair destijds. Vrienden van  hem hebben een andere smaak en zo leert Manning ook andere muziek kennen. Gedurende zijn middelbare school is hij betrokken bij bandjes vanuit de omgeving van Leeds: Let's Ets! en Bailey's Return. In 1987 gaat hij toetsen spelen in de art-rock band Through the Looking Glass samen met Julie King. De jaren 80 waren geen vetpot in de muziekindustrie en de band valt uit elkaar, probeert het nog even onder de naam KingGlass, maar ook dat levert niets op

## Po90
Manning komt in aanraking met Andy Tillison en richtten samen Gold Frankincense & Disk Drive op. Samen met slagwerker Dave Albone en toetsenist Hugh Banton van Van der Graaf Generator is er wel een band, maar tot een muziekalbum komt het niet. Manning en Tillison nemen gezamenlijk het album No More Travelling Chess op, dat enige bekendheid via postorderdistributie krijgt. Het album bevat liedjes van Peter Hammill (Van der Graaf Generator). Het album blijkt de start van een nieuwe band, Parallel or 90 Degrees, bestaande uit Tillison, Manning en Sam Baine op basgitaar, maar voordat de eerste opnamen van die band verschijnen is Manning alweer opgestapt.

## Solocarrière/Tangent
Manning opteert voor een solocarrière onder de naam Manning. Het lijkt eerst een band, maar in de loop van de tijd blijkt dat Guy Manning enig blijvend bandlid is. Sinds 1999 verschijnen regelmatig muziekalbums van hem.
Naast Manning heeft ook Tillison solo-aspiraties. Zijn soloalbum groeit en groeit en uiteindelijk worden ook Manning en Baines weer ingeschakeld. Het soloalbum van Tillison verschijnt onder de bandnaam The Tangent: The Music That Died Alone. Het album slaat aan en men besluit als band verder te gaan en albums uit te brengen. Daarnaast volgen regelmatig soloalbums van Manning.
Onder de schuilnaam La Voce Del Vento spelen Manning en Tillison mee op twee thema-albums over spaghettiwesterns.

## United Progressive Fraternity
Na een hele rij albums onder eigen naam te hebben uitgegeven vond Manning het tijd voor wat anders. Hij kreeg contact met Mark Trueack uit Unitopia aan de andere kant van de wereld Australië. Samen gaan ze verder met United Progressive Fraternity (UPF). Ze nemen wat uiteindelijk bleek maar een album op Fall in love with the world en verzorgden een aantal optredens. Manning trok naar huis om te gaan werken aan een tweede album dat er nooit kwam. Trueack had zijn ogen laten vallen op plaatselijke musici om zijn carrière verder in te vullen. Manning zat wat gefrustreerd thuis en benaderde Marek Arnold en Dan Mash, ook uit UPF en Damanek was geboren. De naam van de band is samengesteld uit de namen van de leden.

## Damanek
Arnold en Mash kwamen naar Leeds. Het trio begon aan het eerste album met het opnemen van demo’s. In de ontwikkeling naar het album sloot ook Sean Timms zich aan; hij was ook al actief in Unitopia. Manning wilde met deze groep een andere muzikale richting uit, meer jazzinvloeden. 

## Discografie

### Guy Manning / Manning
- Tall Stories for Small Children (1999)
- The Cure (2000)
- Cascade (2001)
- The Ragged Curtain (2003)
- The View from My Window (2003)
- A Matter of Life & Death (The Journal of Abel Mann) (2004)
- One Small Step... (2005)
- Anser's Tree (2006)
- Songs from the Bilston House (2007)
- Number Ten (2009)
- Charlestown (2010)
- Margaret's Children (2011, vervolg op Anser's Tree)
- Akoustik (2012)
- The Root, the Leaf and the Bone (2013)
- Akoustik II (2014)

### Parallel or 90 Degrees
- No More Travelling Chess (1999/2001)

### United Progressive Fraternity
- Fall in love with the world

### La Voce Del Vento
- The Spaghetti Epic (2005 en 2007)

### Damanek
- On track (2017)
- In flight (2018)
- Making shore (2023)